# Specklinia muscoidea
Specklinia muscoidea là một loài thực vật có hoa trong họ Lan. Loài này được (Lindl.) Luer mô tả khoa học đầu tiên năm 2007.